# Q - The Winged Serpent
Q - The Winged Serpent é um filme americano de 1982, escrito e dirigido por Larry Cohen.

## Sinopse
A polícia de Nova York fica desnorteada com a chuva de corpos e as notícias sobre uma criatura alada que está se alimentando dos habitantes da cidade. A criatura realmente existe, e o único que sabe onde está seu ninho é um criminoso que quer trocar a localização do seu "ninho" pela liberdade.

## Elenco
- Michael Moriarty (Jimmy Quinn)
- Candy Clark (Joan)
- David Carradine (Shepard)
- Richard Roundtree (Powell)
- James Dixon (Tenente Murray)
- Malachy McCourt (Comissário)
- Fred J. Scollay (Capitão Fletcher)
- Peter Hock (Detetive Clifford)
- Ron Cey (Detetive Hoberman)
- Mary Louise Weller (Sra. Pauley)
- Bruce Carradine (Vítima)
- Shelly Desai (Kahea)
- Jennifer Howard (Apresentadora de TV)
- Nancy Stafford (Testemunha)
- Bobbi Burns (Garota de topless)